# Karim Ojjeh
Karim Ojjeh (ur. 27 sierpnia 1965 w Genewie) – saudyjski biznesmen i kierowca wyścigowy. Dyrektor firmy Techniques d’Avant Garde.

## Kariera
Rozpoczął karierę w międzynarodowych wyścigach samochodowych w 2002 roku od startów w Trofeum Jesiennym Formuły Palmer Audi, gdzie raz stanął na podium. Z dorobkiem 48 punktów uplasował się na siódmej pozycji w klasyfikacji generalnej. W późniejszych latach Saudyjczyk pojawiał się także w stawce Le Mans Endurance Series, formuły Palmer Audi, 24-godzinnego wyścigu Le Mans, Le Mans Series, Intercontinental Le Mans Cup oraz Blancpain Endurance Series.

## Wyniki w 24h Le Mans
| Rok  | Zespół               | Partnerzy                          | Samochód              | Klasa | Okr. | Poz. | Klasa Pos. |
| ---- | -------------------- | ---------------------------------- | --------------------- | ----- | ---- | ---- | ---------- |
| 2005 | Paul Belmondo Racing | Claude-Yves Gosselin Adam Sharpe   | Courage C65-Ford      | LMP2  | 300  | 21   | 2          |
| 2006 | Paul Belmondo Racing | Claude-Yves Gosselin Pierre Ragues | Courage C65-Ford      | LMP2  | 84   | NU   | NU         |
| 2007 | Barazi-Epsilon       | Juan Barazi Michael Vergers        | Zytek 07S/2           | LMP2  | 252  | NU   | NU         |
| 2008 | Trading Performance  | Claude-Yves Gosselin Adam Sharpe   | Zytek 07S/2           | LMP2  | 22   | NU   | NU         |
| 2009 | G.A.C Racing Team    | Claude-Yves Gosselin Philipp Peter | Zytek 07S/2           | LMP2  | 102  | NU   | NU         |
| 2010 | Team Bruichladdich   | Tim Greaves Gary Chalandon         | Ginetta-Zytek GZ09S/2 | LMP2  | 341  | 10   | 5          |
| 2011 | Greaves Motorsport   | Olivier Lombard Tom Kimber-Smith   | Zytek Z11SN-Nissan    | LMP2  | 326  | 8    | 1          |